# Gymnasium Alexandrinum (Mariupol')

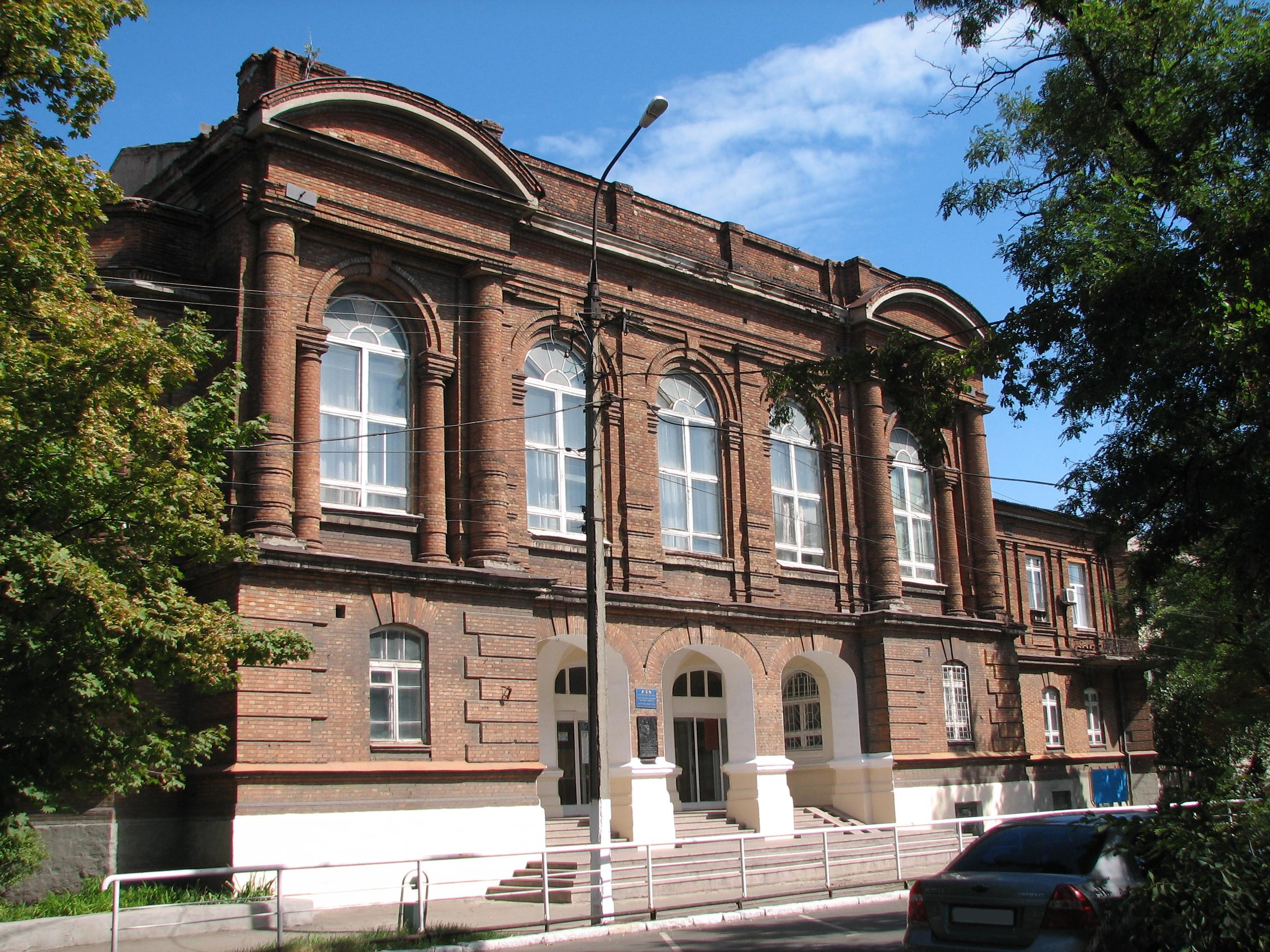
L'edificio oggi

Il ginnasio d'Alessandro II di Russia è una delle scuole a Mariupol', in Ucraina, che  fu completato per volere dello  zarevic di Russia  e futuro zar Alessandro II di Russia. Perciò il ginnasio porta il nome dello zar Alessandro II di Russia.L'edificio è nel registro nazionale dei monumenti dell'Ucraina, con il numero 14-123-0007. Il ginnasio fu costruito in mattoni dall'architetto Mykola Tolvinski (1857–1924) all'inizio del XX secolo e fu completato nel 1910 per volere dello  zarevic di Russia  e futuro zar Alessandro II di Russia. L'architettura era influenzata da diversi stili tipici della Secessione viennese e dell'Art Nouveau.